# Złoty kluczyk
Złoty kluczyk (Der goldene Schlüssel) – baśń opublikowana przez  braci Grimm w 1850 roku w szóstym wydaniu ich zbioru baśni Baśni (tom 2, nr 200). 

## Treść[1]
Ubogi chłopiec podczas zimy wybrał się saniami do lasu, zbierać drewno. Po skończeniu pracy, postanowił zapalić ognisko, żeby się ogrzać. Oczyścił kawałek ziemi i znalazł złoty kluczyk pod śniegiem. Zaintrygowany tym uznał, że gdzie jest klucz, musi być zamek. Zaczął kopać w ziemi i znalazł wielką skrzynię. Kluczyk okazał się idealnie pasować do zamka. Tekst kończy się stwierdzeniem narratora, że czytelnik musi teraz poczekać, aż chłopiec otworzy skrzynię.